# Lillooet Country

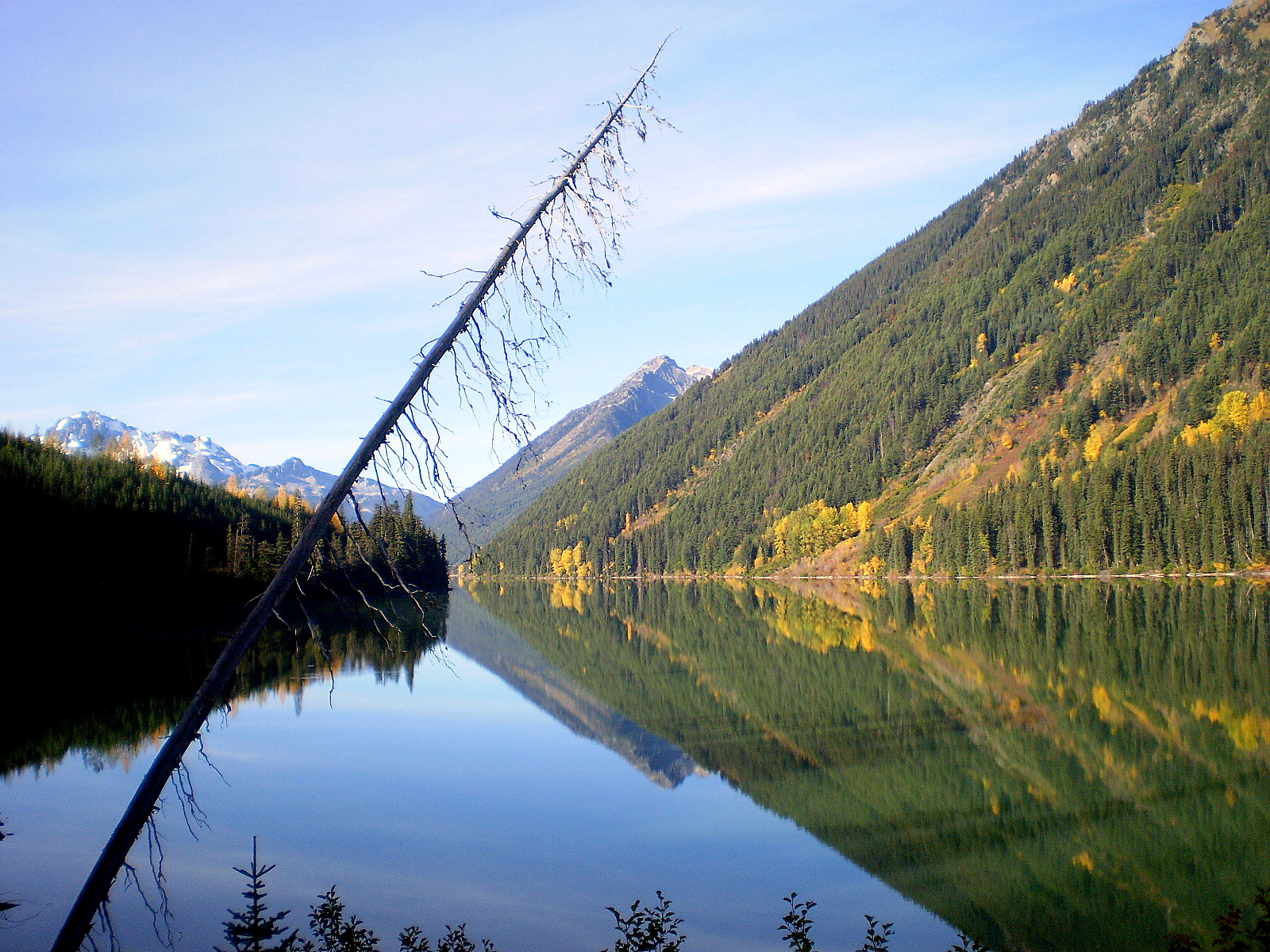
Der Duffey Lake im Lillooet Country im Herbst

Das Lillooet Country, auch als Lillooet District bezeichnet, ist eine historische Region in der kanadischen Provinz British Columbia, die sich von der Stadt Lillooet  im zentralen Fraser Canyon westwärts bis zum Tal des Lillooet River erstreckt. Sie umfasst auch die Täler dazwischen im Südlichen Inland von British Columbia.  Wie andere historische Regionen in British Columbia wird sie manchmal auch The Lillooet oder einfach nur Lillooet (d. h. ohne Bezug zur Stadt selben Namens) genannt.
Die Bedeutung des Namens hat sich im Laufe der Zeit verändert. Während des Goldrauschs im späten 19. Jahrhundert war der Begriff Lillooet District synonym mit dem Lillooet Mining District und auch dem Lillooet Land District, welches sich östlich des Fraser River bis hin zum North Thompson River erstreckt. Mit fortschreitender Entwicklung der Region verlor der Begriff „Lillooet District“ seinen Sinn außer in Bezug auf das Land District oder den ähnlich geschnittenen Wahlbezirk.
Das ursprüngliche Lillooet Country (oder „Old Lillooet“) liegt im Tal des Lillooet River, dessen Name von den St'at'imc-sprechenden First Nations abgeleitet wurde, die dort leben, den Lil'wat-ul. Die isolierte Region, lange Zeit an die Stadt Lillooet sowie über die alte Douglas Road und den Pemberton Trail an die umliegende Welt angebunden, wurde weiterhin als Teil des Lillooet Country angesehen, nachdem der British Columbia Highway 99 von Pemberton über Squamish nach North Vancouver eröffnet wurde. Seitdem wurde sie stärker mit dem neuzeitlichen Sea-to-Sky Corridor in Verbindung gebracht. Obwohl heutzutage lange nicht als „Teil des Lillooet Country“ betrachtet, ist das Lillooet River Valley Namensgeber und Ursprung für das Konzept des Lillooet Country. Der Zugangspunkt zu Goldrausch-Zeiten war Port Lillooet am Südufer des Lillooet Lake.
Ebenfalls Teil des Lillooet Country sind die Täler zwischen dem Fraser River und dem Lillooet River, namentlich die Täler des Bridge River, des Birkenhead River und des Cayoosh Creek sowie von Seton Lake, Anderson Lake und Gates River. Auf dieser Route verläuft die Trasse der Canadian National Railway (früher PGE/BCR) durch den Bezirk. Das Einzugsgebiet des Bridge River mit den Gemeinden D'Arcy, McGillivray Falls, Seton Portage und Shalalth sind gemeinsam als Bridge River Country bekannt und bilden eine Unterregion des Lillooet Country. Nach den 1930er Jahren kam der Begriff „Bridge River-Lillooet“  infolge des Titels für die neu erscheinenden Bridge River-Lillooet News in Umlauf, welche in Stadt und Umland von Lillooet wie auch in den Bergbauorten des oberen Bridge River vertrieben wurden.
Die Grenzen des Lillooet Country sind lose, für die Bewohner aber erkennbar definiert. Im Nordosten wird die Grenze durch den höchsten Punkt der Pavilion Mountain Road und den nahegelegenen östlichen Ausgang des Marble Canyon markiert. Den Fraser Canyon abwärts kennzeichnen ein als Big Slide bekannter Punkt am Highway 12 oder der südliche Ausgang des Fountain Valley die südwestliche Grenze. Im Nordwesten wird generell alles nördlich des Churn Creek und der Big Bar Ferry zum Lillooet Country gezählt. Im Westen bildet der höchste Punkt des Cayoosh Pass am Highway 99 in der Nähe des Duffey Lake die „Grenze“ des „modernen“ Lillooet Country. Ebenso gilt der Pemberton Pass am Birken Lake als äußere Grenze des „modernen“ Lillooet Country, obwohl das Tal des Lillooet River westlich davon wie beschrieben den historischen Kern und Namensgeber der Region bildete. Der Übergang zum Bridge River Country über den Railroad Pass (auch als Railway Pass bekannt) zwischen dem oberen Hurley River und dem oberen Tal des Lillooet River sind für die Ortsansässigen genauso als Begrenzung der Region erkennbar. Zwischen dem Bridge River Country und der „Metropole“ Lillooet  gibt es in der Hinsicht eine unbestimmte Unterscheidung, als ein paar Kilometer des Unterlaufs des Bridge River, die tatsächlich Teil des Großraums Lillooet sind, als „Lillooet“ betrachtet werden, während die weiter oberhalb gelegenen Gebiete „im Bridge River“ liegen.

## Persönlichkeiten
- Caspar Phair, einer der ersten europäischen Siedler in Lillooet
- George Matheson Murray, Publizist und Politiker in British Columbia
- Margaret Lally „Ma“ Murray, US-amerikanisch-kanadische Herausgeberin, Publizisten und Kolumnistin
- Masajiro Miyazaki, Osteopath und Coroner
- Chief Hunter Jack, indigene Persönlichkeit der Shalalth
- Andrew Charles Elliott